# Pindelo dos Milagres
Pindelo dos Milagres é uma povoação portuguesa sede da Freguesia de Pindelo dos Milagres do município de São Pedro do Sul, freguesia com 19,36 km² de área e 571 habitantes (censo de 2021), tendo, por isso, uma densidade populacional de 29,5 hab./km².
Dista cerca de 14 km da sede do município e de 23 km de Viseu.
A Freguesia de Pindelo dos Milagres confina com Figueiredo de Alva, Vila Maior, Pinho, Ribafeita e Calde (ambas do Município de Viseu), Moledo e Mamouros (Município de Castro Daire). Atualmente, a Freguesia de Pindelo dos Milagres é constituída pelas povoações de Pindelo dos Milagres e Rio de Mel.

## Demografia
Nota: Nos censos de 1864 a 1930 figura "Pindelo". Pelo decreto-lei nº 27 424, de 31/12/1936, foi-lhe dada a denominação atual.
A população registada nos censos foi:
| Distribuição da População por Grupos Etários | Distribuição da População por Grupos Etários | Distribuição da População por Grupos Etários | Distribuição da População por Grupos Etários | Distribuição da População por Grupos Etários |
| -------------------------------------------- | -------------------------------------------- | -------------------------------------------- | -------------------------------------------- | -------------------------------------------- |
| Ano                                          | 0-14 Anos                                    | 15-24 Anos                                   | 25-64 Anos                                   | > 65 Anos                                    |
| 2001                                         | 77                                           | 105                                          | 353                                          | 179                                          |
| 2011                                         | 73                                           | 49                                           | 336                                          | 201                                          |
| 2021                                         | 41                                           | 53                                           | 224                                          | 253                                          |

## História
Antes de ser designada como tal, esta freguesia tivera o nome de Pindelo de Lafões. No século anterior, a freguesia deixa de pertencer ao concelho de Lafões ou Vouzela e é integrada no concelho de São Pedro do Sul.

## Equipamentos
Pindelo dos Milagres tem uma igreja, duas capelas (uma delas numa ermida, consagrada à Nossa Senhora dos Milagres), uma escola básica (EB1) e um jardim de infância, uma secção de bombeiros, duas padarias com pastelaria própria, dois cabeleireiros, um cruzeiro, seis fontes públicas, dois jardins, uma Extensão de Saúde (USF São Pedro do Sul) e uma farmácia. Possuí também um centro paroquial, um snack-bar, dois cafés e um mini-mercado, uma bomba de combustível, um clube desportivo, um campo polidesportivo, uma associação cultural, uma lagoa, duas pistas de rally, um parque de merendas, entre outros.

## Economia
A agricultura, a pastorícia e avicultura são as principais actividades da população, embora a tendência actual da população mais jovem, seja a de procurar trabalho na cidade de Viseu ou nas vilas de São Pedro do Sul e Castro Daire.
Actualmente também se está a desenvolver actividades de transformação de granitos explorados nas aldeias vizinhas, especialmente vinda de Arcas e Cela (aldeias vizinhas).
Há uma taxa elevada de imigração e emigração.

## Património
Património arquitectónico referenciado no SIPA:
- Alminhas de São Domingos
- Capela da Senhora dos Milagres
- Capela da Senhora dos Remédios
- Capela de São Domingos
- Casa da Laranjeira
- Igreja Paroquial de Pindelo dos Milagres / Igreja de Nossa Senhora dos Milagres